# Cynometra copelandii
Cynometra copelandii är en ärtväxtart som först beskrevs av Adolph Daniel Edward Elmer, och fick sitt nu gällande namn av Adolph Daniel Edward Elmer. Cynometra copelandii ingår i släktet Cynometra, och familjen ärtväxter. Inga underarter finns listade i Catalogue of Life.